# Dock Walloper
Dock Walloper è una serie a fumetti ideata dall'attore/regista Edward Burns, scritta da Burns e Jimmy Palmiotti, e disegnata da Siju Thomas. La serie è edita da Virgin Comics ed il primo albo è stato pubblicato il 28 novembre 2007..

## Trama
Nella New York degli anni venti, in pieno proibizionismo, John "The Hand" Smith, si destreggia e sopravvivere nella fatiscente metropoli che non dorme mai, ormai sovrastata da un'ondata di criminalità e controllata dalla società Nexus. Il suo soprannome, "The Hand", gli è stato dato poiché possiede un pugno notevolmente più grande dell'altro.
Gli unici amici di Smith sono Bootsy, un gangster di colore, e Ring-a-Ling, femme fatal asiatica. In una città di crimine e passione, con un tocco di fantastico, Smith assume il nome di Dock Walloper e si rende conto che la sua unica possibilità è debellare la criminalità organizzata oppure soccombere ad essa.